# Landgraviato de Brabante
El landgraviato de Brabante (1085-1183) fue un pequeño feudo medieval al oeste de Bruselas, que consistía en el área entre los ríos Dender y Senne en los Países Bajos, entonces parte del Sacro Imperio Romano Germánico.
Antes de 1085, la tierra había pertenecido a Hermann I, conde palatino de Lotaringia. A su muerte, el emperador Enrique IV lo asignó a Enrique III, conde de Lovaina y Bruselas, otorgándole el landgraviato de Brabante. Este es el primer uso conocido del término Landgrave.
En 1183, el landgraviato de Brabante y los condados de Lovaina y Bruselas se fusionaron y elevaron formalmente en el Ducado de Brabante, por el emperador Federico Barbarroja; Enrique I se convirtió en el primer duque de Brabante.
El área formó parte del Brabante Meridional desde 1815 a 1830 como parte del Reino Unido de los Países Bajos y parte de la provincia belga de Brabante de 1830 a 1995. Actualmente se encuentra en la parte occidental del Brabante Flamenco en la Región Flamenca de Bélgica.